# Nova Aquilae 1943
V500 Aquilae sau  Nova Aquilae 1943 a fost o novă ce a explodat în constelația Vulturul în 1943 cu magnitudinea aparentă de 6,1 și a revenit la forma inițială în 30 de zile cu magnitudinea aparentă de 3.

## Coordonate delimitative
- Ascensie dreaptă: 19h52m27s.98
- Declinație: +08°28'41".6